# Гребневское сельское поселение (Рязанская область)
Гребневское се́льское поселе́ние — муниципальное образование в Старожиловском районе Рязанской области Российской Федерации.
Административный центр — село Гребнево.

## История
Статус и границы сельского поселения установлены Законом Рязанской области от 7 октября 2004 года № 98-ОЗ «О наделении муниципального образования Старожиловский район статусом муниципального района, об установлении его границ и границ муниципальных образований, входящих в его состав»

## Население
| 2010  | 2012  | 2013  | 2014  | 2015  | 2016  | 2017  |
| ----- | ----- | ----- | ----- | ----- | ----- | ----- |
| 1734  | ↗1770 | ↗1783 | ↗1811 | ↘1779 | ↘1759 | ↘1734 |
| 2018  | 2019  | 2020  | 2021  |       |       |       |
| ↘1709 | ↘1679 | ↗1687 | ↘1655 |       |       |       |

## Состав сельского поселения
| №  | Населённый пункт     | Тип населённого пункта       | Население |
| -- | -------------------- | ---------------------------- | --------- |
| 1  | Акулово              | деревня                      | ↘83       |
| 2  | Арсеново             | деревня                      | 0         |
| 3  | Горловское           | деревня                      | 1         |
| 4  | Гребнево             | село, административный центр | ↘613      |
| 5  | Душкино              | деревня                      | 10        |
| 6  | Епихино              | деревня                      | ↘61       |
| 7  | Заполье              | село                         | ↘22       |
| 8  | Ивановское           | село                         | ↘299      |
| 9  | Игнатово             | деревня                      | 4         |
| 10 | Кащеевка             | деревня                      | 56        |
| 11 | Клетки               | деревня                      | 0         |
| 12 | Михалково            | деревня                      | 12        |
| 13 | Мосолово             | село                         | ↘15       |
| 14 | Мосоловские Выселки  | деревня                      | 25        |
| 15 | Назарьевская Слобода | деревня                      | 9         |
| 16 | Нелина Слобода       | деревня                      | 3         |
| 17 | Никифоровское        | деревня                      | 2         |
| 18 | Пожогино             | деревня                      | 9         |
| 19 | Поповичи             | деревня                      | 15        |
| 20 | Старые Бобровинки    | деревня                      | 0         |
| 21 | Хламово              | село                         | ↘2        |
| 22 | Чернобаево           | село                         | ↘493      |